# Shiroi heya no futari
Shiroi heya no futari (白い部屋のふたり?), pubblicato per la prima volta nel 1971, è ad oggi considerato il primo esempio di manga del genere yuri. La storia è incentrata su un collegio femminile e sulla relazione omosessuale che nasce fra due compagne di scuola. Come molti lavori del tempo, è destinata però a chiudersi in tragedia.

## Trama
La giovane orfana di buona famiglia Resine, alla morte di entrambi i genitori, decide malgrado le insistenze della zia, di andare a studiare in un collegio prettamente femminile. Qui, si trova costretta a misurarsi con la difficile e dura realtà della scuola, dove ogni studente sembra perfettamente integrato in quello che a tutti gli effetti è un sistema chiuso.
Come se ciò non bastasse, Resine si trova a dover condividere la stanza con Simone, una giovane ribelle figlia di una famosa attrice francese. Simone, in principio, non sembra in alcun modo interessata a far sentire a proprio agio la sua nuova compagna di stanza, anzi sfrutta ogni occasione per causarle guai, oltretutto conduce una vita dissoluta che più di una volta mette a disagio Resine.
Eppure, nonostante tutto, proprio la ribelle Simone finisce con l'innamorarsi della sua compagna di stanza che, a sua volta, si scopre a coltivare uno strano sentimento nei confronti di Simone, sentimento cui tuttavia non riesce a dar nome. 
Complice la messa in scena di Romeo e Giulietta, Simone approfitta del ruolo di Romeo per baciare Resine, la quale interpreta invece Giulietta e poterle così confidare i suoi sentimenti. Tuttavia la loro relazione viene scoperta dalle compagne di scuola e ben presto l'istituto diventa teatro di sussurri maliziosi a proposito della natura della relazione fra le due ragazze. 
Per negare la verità dei fatti e quindi riuscire a ripristinare il suo buon nome, Resine rifiuta le attenzioni di Simone, giungendo a rigettare i sentimenti che prova nei confronti della compagna, dando vita alla tragedia vera e propria. Infatti, non potendo più sostenere le malelingue dell'istituto, non le resta altra scelta se non quella di fuggir via.
Solo dopo molti mesi, verrà a sapere della morte di Simone che, ubriacatasi in un locale di seconda mano dopo la fuga di Resine, è stata uccisa da uno degli avventori. Ed è proprio con la notizia della morte di Simone che Resine riesce ad accettare i propri sentimenti e giura che nonostante tutto continuerà a vivere la sua vita, portando per sempre con sé l'amore di Simone nel suo cuore, che di per contro, come punizione per non aver saputo amare, da quel momento in avanti sarà duro come la pietra.